# Ptychadena retropunctata
Ptychadena retropunctata és una espècie de granota que viu a Guinea, Libèria, Sierra Leona i, possiblement també, a Costa d'Ivori.
Està amenaçada d'extinció per la pèrdua del seu hàbitat natural.